# Hesseløgade (København)
Hesseløgade er en gade på Østerbro i København. Gaden er ca. 550 meter lang, den løber parallelt med Vennemindevej mellem Jagtvej og Landskronagade. Gaden, der er opkaldt efter Hesselø i Kattegat, fik sit navn i 1904 og hænger sammen med ø-gade kvarteret.

## Gadens historie
Massøsen Meta Lorentzen boede i 1910’erne i nr. 4, hvilket automobilforhandler Frits Laage-Petersen også gjorde. Han havde sammen med Einar Jørgensen i 1909 åbnet en automobilforretning på Lyngbyvej 36. 
Et halvt århundrede senere havde bronzestøber Evan Jensen (1888-1978) værksted i Hesseløgade nr. 3, han boede selv i nr. 7 på anden sal.I nr. 1 lå der en vinhandel Carl Olsen, og i mellem nr. 1 og 3 lå der en gammel cykelhandler, i kælderen mellem 5 og 7 lå der et snedkerværksted. I midten af 50’erne var der et ismejeri i kælderen ved nr. 29, ejeren hed fru Olsen , og en købmand, J.A. Lassen, i nr. 31 og en frugthandler i nr. 53. Dem var der omkring 2550 af i byen dengang.
H.H. Bruuns efterfølgere havde en Skrue- og Møtrikfabrik i nr. 16 og i nr. 56 drev Helge S. Nielsen Skafte’s Auto Service.
I 1950’erne blev det mere almindeligt at flyve, hvilket gav Thea Hansen i nr. 45 sit udkomme, da hun var stewardesse, der i Krak’s Vejviser endnu ikke var blevet fordansket ”stewardess”.
Baron H. Dirckinck-Holmfeld boede tidligere i nr. 59.
I 1980 åbnede Børge Christian Jeppesen et guldrammeværksted i nr. 2. Se Christian Jeppesens Guldlistefabrik.